# Września-Północ (gmina)
Września-Północ – dawna gmina wiejska istniejąca w latach 1934–1954 w powiecie wrzesińskim, województwie poznańskim (dzisiejsze województwo wielkopolskie). Siedzibą władz gminy było miasto Września, które jednak nie wchodziło w jej skład (gmina miejska).

## Historia
Gmina zbiorowa Września-Północ została utworzona 1 sierpnia 1934 w województwie poznańskim z dotychczasowych jednostkowych gmin wiejskich: Barczyzna, Chociczka, Grzybowo, Chrzanowice, Gutowo Małe, Marzenin, Mystki, Noskowo, Pakszynek, Psary Małe, Psary Polskie, Psary Wielkie, Sędziwojewo, Słomowo, Sobiesiernie, Sokołowo, Stanisławowo i Strzyżewo Czerniejewskie (oraz z obszarów dworskich położonych na tych terenach lecz nie wchodzących w skład gmin. 
W czasie II wojny światowej pod administracją niemiecką. Po wojnie gmina zachowała przynależność administracyjną. Według stanu z 1 lipca 1952 gmina składała się z 14 gromad: Barczyzna, Grzybowo, Gulczewo, Gutowo Małe, Marzenin, Noskowo, Psary Małe, Psary Polskie, Psary Wielkie, Sędziwojewo, Słomowo, Sobiesiernie, Sokołowo i Stanisławowo. Gmina została zniesiona 29 września 1954 wraz z reformą wprowadzającą gromady w miejsce gmin.
Jednostki nie przywrócono 1 stycznia 1973 po reaktywowaniu gmin, powstała jednak gmina Września, obejmująca obszary dawnych gmin Września-Północ i Września-Południe.